# Tartu universitets konstmuseum
Tartu universitets konstmuseum (estniska: Tartu Ülikooli kunstimuuseum) ligger i Tartu universitets huvudbyggnad i Tartu i Estland.
Konstmuseet inrättades i den nyuppförda huvudbyggnaden i samband med att Tartu universitet återöppnades under 1800-talets första år. Museet flyttade till sina nuvarande lokaler i västra flygeln i huvudbyggnaden 1868. Det har i sin permanenta utställning bland annat egyptiska mumier.
Konstmuseets grundare och förste chef var filologen Karl Morgenstern (1770–1852).

## Universitets museer
- Tartu universitetsmuseum
- Tartus gamla observatorium
- Tartus gamla anatomiska teater
- Tartu universitets naturhistoriska museum
- Tartu universitets botaniska trädgård

## Bildgalleri

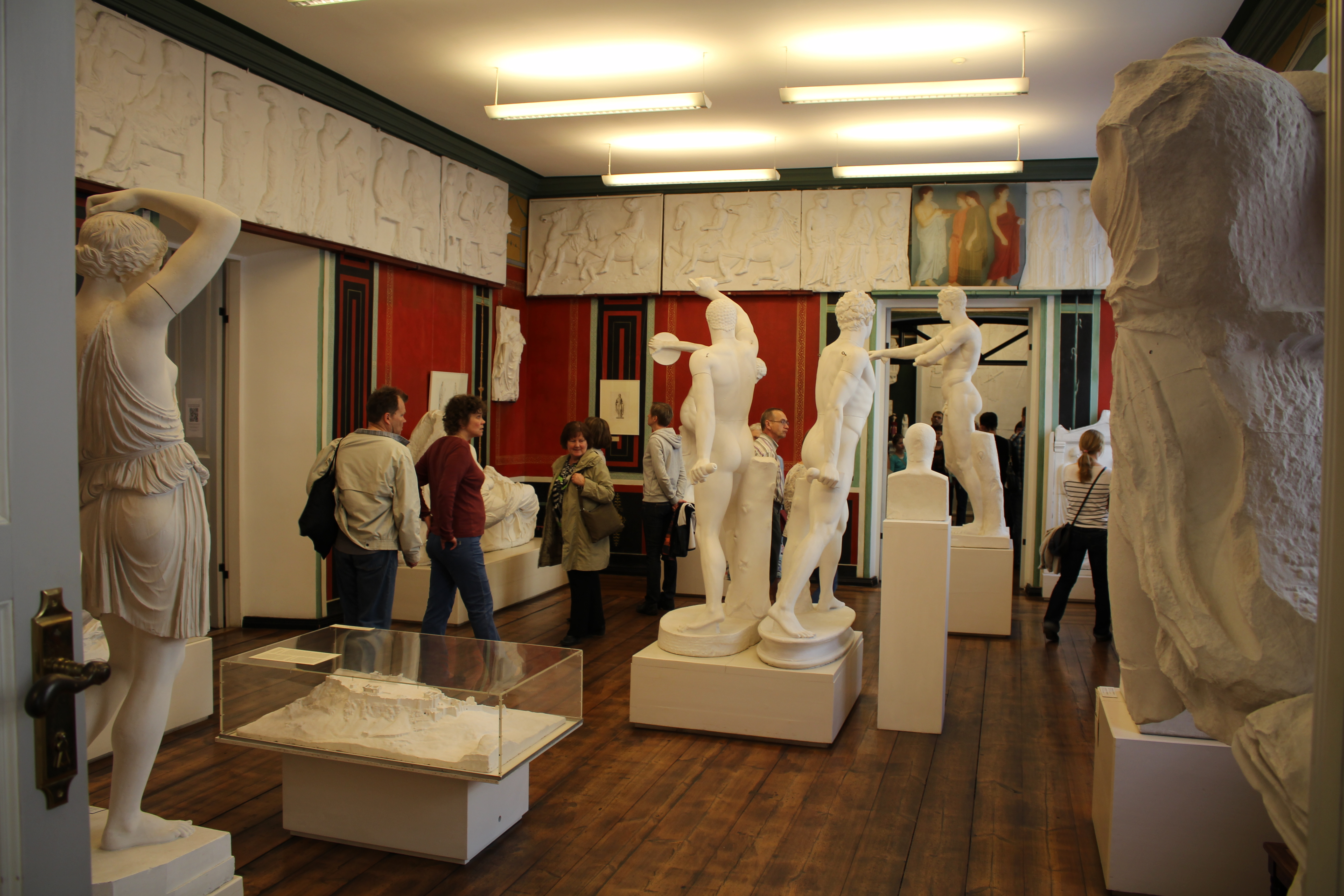
Röda salen